# Jérémie de Pourtalès
 (novembre 2008).
Si vous disposez d'ouvrages ou d'articles de référence ou si vous connaissez des sites web de qualité traitant du thème abordé ici, merci de compléter l'article en donnant les références utiles à sa vérifiabilité et en les liant à la section « Notes et références ».
Jérémie Portalès puis Jérémie de Pourtalès, né le 14 janvier 1700 à Lasalle dans le Gard en France et mort le 7 février 1784 à Lausanne en Suisse, est un négociant et industriel français.

## Biographie
Issu d'une famille cévenole de Saint-Roman-de-Codières où son grand-père était fustier (exploitant forestier) au hameau du Castanet des Perdus, il émigre après la révocation de l'édit de Nantes, du Languedoc vers la principauté de Neuchâtel. Il s'associe en 1720 avec Jean-Jacques Deluze (dont il épouse la sœur, Esther), pour créer une fabrique d'indiennes, fondant ainsi la maison Pourtalès.
Fondateur de la dynastie de la famille de Pourtalès, il est anobli par le roi Frédéric II de Prusse en 1750,.
Il meurt à Neuchâtel où il est inhumé.